# Roy Stephenson
Roy Stephenson (* 27. Mai 1932 in Crook; † 4. Februar 2000 in Ipswich) war ein englischer Fußballspieler. Der rechte Flügelspieler hatte seine Anfangszeit beim FC Burnley, kam dort jedoch über die Rolle des Ersatzmanns nur selten hinaus. Über die Umwege Rotherham United, Blackburn Rovers und Leicester City fand er dann 1960 seinen Weg zu Ipswich Town. Mit diesem Verein stieg er unter dem späteren Weltmeistertrainer Alf Ramsey binnen zweier Jahre in die erste Liga auf und gewann 1962 die englische Meisterschaft.

## Sportlicher Werdegang
Stephenson spielte in seinem Heimatort Crook für die Mannschaft der dortigen Zeche Wohlfahrt, bevor er Ende der 1940er-Jahre beim FC Burnley ein erfolgreiches Probetraining absolvierte. Kurz nach dem 17. Geburtstag unterzeichnete er im Juni 1949 seinen ersten Profivertrag und zum Ende der Saison 1949/50 debütierte er am 10. April 1950 im Erstligaspiel beim FC Liverpool. Der antrittsschnelle rechte Flügelspieler bereitete dabei den 1:0-Siegtreffer von Alf Clarke vor. Anschließend bestritt der Neuling noch drei weitere Partien, aber dies bedeutete noch nicht den sportlichen Durchbruch. In den folgenden drei Jahren stand er zumeist im Schatten von Jackie Chew, der auf der rechten Außenposition als „gesetzt“ galt. Zum Ende der Saison 1953/54 endete Chews Zeit in Burnley zwar, aber mit Billy Gray war vom FC Chelsea ein weiterer Konkurrent auf seiner Position verpflichtet worden. Im Kampf um seine Stellung im Team motivierte Stephenson diese Situation jedoch zu seiner bis dato besten Saison 1954/55, in der er etwas mehr als die Hälfte der Spiele bestritt und dabei zehn Tore schoss – er wich dazu auf die rechte Halbstürmerposition aus. Seine guten Leistungen führten auch zu einer Einladung für die englische U-23-Auswahl, die jedoch zu keinem Einsatz führte und auch im weiteren Verlauf seiner Karriere blieben die Nationalmannschaften für ihn außer Reichweite. Die Hoffnungen auf einen Stammplatz in Burnley zerschlugen sich dann auch in der Saison 1955/56, als er nur noch gelegentlich zum Zuge kam und kurz nach Beginn der Spielzeit 1956/57 verließ er den Klub in Richtung des Zweitligisten Rotherham United.
Etwas mehr als ein Jahr verbrachte Stephenson in Rotherham, bevor er nach Lancashire zurückkehrte und mit den Blackburn Rovers 1958 in die höchste englische Spielklasse aufstieg. Dazu war er in der Saison 1957/58 Teil der Rovers-Mannschaft, die im FA Cup das Halbfinale erreichte. Zurück in der First Division schoss er im März 1959 gegen den Ex-Klub aus Burnley beim 4:1-Sieg sein einziges Erstligator für Blackburn. Es war nicht nur das letzte Tor für die „Rovers“, sondern auch der letzte Einsatz überhaupt für das Team und für eine Ablösesumme von 8.000 Pfund ging es weiter zum Ligakonkurrenten Leicester City. Dort bestritt er jedoch in mehr als einem Jahr nur zwölf Erstligapartien und im Sommer 1960 wechselte er zum Zweitligisten Ipswich Town.
Zur gleichen Zeit hatte Burnley gerade 1960 die englische Meisterschaft gewonnen, aber zu bereuen gab es für den mittlerweile 28-Jährigen wenig. Grund dafür war, dass Stephenson in den folgenden zwei Jahren unter dem späteren englischen Weltmeistertrainer Alf Ramsey die besten Karrierejahre verlebte. Angeführt von den Torjägern Ray Crawford und Ted Phillips stieg Stephenson mit Ipswich 1961 in die höchste englische Spielklasse auf. Galt dies schon als eine Überraschung, so folgte bereits ein Jahr später eine Sensation, als Ipswich Town 1962 die englische Meisterschaft gewann. Stephenson fehlte nur in einer einzigen Partie gegen Manchester United (dort vertrat ihn Dermot Curtis) und er trug selber sieben Treffer zum Erfolg bei. Anschließend ging es sportlich bergab und die Entwicklung erreichte nach dem Weggang von Ramsey unter Nachfolger Jackie Milburn mit dem Abstieg 1964 als Tabellenletzter den Tiefpunkt. In der Second Division bestritt er noch einige Partien, bevor er im Sommer 1965 den Klub verließ, um die Karriere außerhalb des Profibetriebs bei Lowestoft Town ausklingen zu lassen. Seinen Wohnsitz behielt er bis zu seinem Tod im Februar 2000 weiter in Suffolk.

## Titel/Auszeichnungen
- Englische Meisterschaft (1): 1962